# Dongo
Dongo es una localidad y comune italiana de la provincia de Como, región de Lombardía, con 3.480 habitantes. En este lugar fue detenido Benito Mussolini, el Duce, cuando trataba de huir de Italia.

## Evolución demográfica
| Gráfica de evolución demográfica de Dongo entre 1861 y 2011 |
|                                                             |
| Fuente ISTAT - elaboración gráfica de Wikipedia             |